# Зулінген
Зулінген (нім. Sulingen) — місто в Німеччині, розташоване в землі Нижня Саксонія. Входить до складу району Діпгольц.
Площа — 110,61 км2. Населення становить 13 005 ос. (станом на 31 грудня 2021).